# بالیقتی (شهرستان بورابای)
بالیقتی (انگلیسی: Balykty) یک دریاچه در استان آق‌مولای کشور قزاقستان است.